# 新醫藥
新醫藥控股有限公司，簡稱新醫藥控股，以及新醫藥（英語：NEW CHINESE MEDICINE HOLDINGS LIMITED，港交所除牌時8085.HK），在1994年，由黃齊富先生創立，專門經營生產及銷售各類中成藥產品。
而該股份曾在2002年3月27日，於香港交易所創業板上市，當時招股價為0.6港元，發行所有配售60,000,000股，集資額為36,000,000港元。其後過去6年內，投資巨額虧損，於是在2008年初，朱漢邦等有關人士進行收購，原有董事全部辭退，同時開始收購位於山西太原市的「太原五福陵」，以及位於青海西寧市的「西寧鳳凰山公墓」，而在6月30日，更名為中民安園控股有限公司。

## 連結
- ZMAYHoldings.com